# 순차 접근 메모리
순차 접근 메모리(sequential access memory, SAM)는 컴퓨팅에서 순차적으로 저장된 데이터를 읽는 데이터 저장 장치의 일종이다. 이는 데이터를 임의의 순서대로 접근할 수 있는 랜덤 엑세스 메모리와는 반의어이다.
순차 접근 장치는 일반적으로 자기 스토리지의 한 형태이다.
순차 접근 메모리는 순차적으로 읽지만, 요청한 위치에 대해 검색(seek)함으로써 임의의 위치에 접근할 수도 있다. 그러나 이러한 작업은 종종 상대적으로 비효율적이다.
자기 순차 접근 메모리는 범용 컴퓨터에서 보조 기억 장치 목적으로 사용되는 것이 보통인데, RAM에 비해 더 낮은 가격으로 더 높은 밀도를 달성할 수 있을뿐 아니라 비휘발성에다가 소모에 대한 저항성이 있기 때문이다. 오늘날 쓰이는 SAM 장치의 예에는 하드 디스크, CD-ROM, 자기 테이프 등이 있다. 역사적으로 드럼 메모리 또한 사용되고 있다.

## 같이 보기
- 순차 접근
- 드럼 메모리
- QSAM